# ژی. فرانت
ژی. فرانت (انگلیسی: J. Front) شرکت خرده‌فروشی ژاپنی است، که در سال ۲۰۰۷ تأسیس شد.